# Бейлсма, Геррит
Геррит Вибе Бейлсма (нидерл. Gerrit Wiebe Bijlsma; 17 ноября 1929, Бандунг, Голландская Ост-Индия — 13 августа 2004, Харлем) — нидерландский ватерполист, полевой игрок. Участник летних Олимпийских игр 1952 года, чемпион Европы 1950 года.

## Биография
Геррит Бейлсма родился 17 ноября 1929 года в городе Бандунг в Нидерландской Ост-Индии (сейчас Индонезия).
Играл в водное поло в чемпионате Нидерландов за «Харлем» и ИЙ из Амстердама.
В 1950 году в составе сборной Нидерландов завоевал золотую медаль чемпионата Европы в Вене.
В 1952 году вошёл в состав сборной Нидерландов по водному поло на летних Олимпийских играх в Хельсинки, занявшей 5-е место. Играл в поле, провёл 9 матчей, забросил (по имеющимся данным) 3 мячей (по одному в ворота сборных СССР, Швеции и Испании).
Умер 13 августа 2004 года в нидерландском городе Харлем.